# کا-۱۰اس
کا-۱۰اس (به روسی: К-10С)، نام ناتو: ای‌اس-۲ کیپر، موشک کروز ضدکشتی هواپایهٔ ساخت شوروی است که معمولاً به کلاهک هسته‌ای مسلح می‌شود. طراحی این موشک مافوق صوت ِ هوابه‌سطح از سال ۱۹۵۵ آغاز شده و برای اولین بار در سال ۱۹۶۱ در روسیه به نمایش گذاشته شد. موتور کیپر، یک موتور توربوجت است که در لحظه اولیه پرتاب، ۵۰۰۰پوند تراست را برای شروع پرواز موشک تأمین می‌کند.
پرواز موشک به سمت هدف به صورت خلبان خودکار انجام شده و در مسیر قابل کنترل است. همچنین در حدود ۳۰ کلیومتری هدف، سیستم رادار موشک فعال شده و پس از قفل شدن بر روی آن، به طرف هدف روانه می‌شود.
موشک کیپر از انواع ابتدایی موشک‌های ضدکشتی محسوب می‌شود و به همین جهت بسیار طویل است و تقریباً به اندازه یک جت جنگنده کوچک طول دارد. به همین دلیل تنها بمب‌افکن‌های استراتژیک (معمولاً توپولف-۱۶) فقط یک فروند از آن را در زیر بدنه خود حمل می‌کنند. این موشک در هیچ جنگی استفاده نشده و به کشور دیگری نیز صادر نشده‌است.

## مشخصات موشک
- طول: ۴/۹ متر
- وزن: ۵۰۰۰ کیلوگرم
- سرعت: ۲ ماخ
- برد: ۲۱۲ کیلومتر
- پهنای بال: ۹/۴ متر